# Place aux Oignons
La place aux Oignons est une voie publique urbaine de la commune de Lille, dans le département français du Nord.

## Situation et accès
Elle est au cœur d’un des plus anciens quartiers de Lille au pied de l’ancienne motte castrale (actuellement parvis de Notre-Dame de la Treille).

## Origine du nom
Le nom de la place serait une déformation de dominium (donjon en latin) en dominion puis des oignons.

Ce donjon serait celui de la forteresse des comtes de Flandre sur la motte castrale (site de l'actuelle cathédrale Notre-Dame de la Treille) à proximité. Il ne reste aucun vestige de cette construction en bois.

## Historique
La place aurait été au centre d'un castrum primitif de 2 ha, peut-être entouré d’un fossé et d’une levée de terre. Cette première enceinte n’a laissé aucun vestige mais la plus ancienne trace des fortifications médiévales de Lille, la Tour Ysembart est située à proximité, en partie sous la rue des Trois-Mollettes. Cette tour date du milieu du XIIIe siècle.

Cette première agglomération aurait précédé la fondation de la Collégiale Saint-Pierre en 1055.
D’après l’historien Jean-Denis Clabaut, une voie qui serait passée au sud-ouest de la Motte castrale et à l'emplacement ou à proximité immédiate de la place aux Oignons serait l'axe nord-sud primitif de la ville dans le prolongement de la rue de Paris et de la rue Grande-Chaussée. Cet axe aurait été détourné de l’autre côté de la Motte par la rue Saint-Pierre actuelle rue de la Monnaie, à la suite de la fondation en 1055 de la Collégiale Saint-Pierre (à l’emplacement de la place du Concert) et du Palais de la Salle, résidence des Comtes de Flandre (à l’emplacement de l’actuel Palais de Justice) à la même époque,.
La place bordée de maisons datant de la fin du XVIIe siècle et du début du XVIIIe siècle, époque d’architecture française relativement sobre qui a succédé à l’architecture flamande très ornée  était au cœur d’un quartier très populaire au XIXe siècle.
Alexandre Derousseaux qui la nomme l’plachette dans plusieurs chansons y évoque des souvenirs de jeunesse
.
Les maisons étaient occupées à l’origine par des artisans tisserands, les sayetteurs, qui installaient leurs métiers à tisser dans les combles ou dans les caves où l’humidité était favorable au traitement de la matière première. Avec le déclin de la sayetterie au cours XVIIIe siècle puis le développement de l’industrie textile mécanisée, les ouvriers des usines des environs ont logé dans ces maisons avec leur famille.
Dans le roman « rue au Péterinck » paru en 1945, Gérard d’Orgeville décrit les environs de la place aux Oignons comme un « quartier de malheur avec ses rues si étroites qui, la nuit, deviennent un coupe-gorge, avec sa place trop petite pour servir à quelque chose, ses cours bordées de masures qui se désagrègent ou qui ne tiennent debout que parce qu’elles se soutiennent l’une l’autre ».
D’après Antoine Duquennoy, cette partie du Vieux Lille dans les années 1950 et 1960 était cependant "un petit village bien vivant avec ses traditions, ses nombreux commerces, sa population assez homogène de travailleurs lillois de souche mais les conditions sanitaires étaient d’un autre âge » .
Les cours ne comportaient qu’un robinet et un WC pour 6 ou 7 familles.
Dans les années 1965-1970, l’arrivée d’immigrés maghrébins et portugais lui donnent une allure de casbah.
La place des Oignons fut comprise dans le secteur sauvegardé de Lille défini en juin 1967 mais la nécessité de sa préservation ne faisait pas l'unanimité à cette date.
L'intérêt pour ce patrimoine et celui de la rue au Péterinck voisine date de 1974 avec la découverte, sur les conseils de la Conservation des bâtiments de France, de carreaux et de gresseries, à une époque où les maisons étaient extrêmement délabrées. Plusieurs d’entre elles étaient squattées. C'était le secteur le plus pauvre du Vieux Lille. Une courée insalubre, la cour à Fiens, débouchait sur la place.
En 1976, la société d'aménagement et d'équipement de Nord est chargée de travaux de confortement en prévision de la restauration de l'ensemble immobilier.

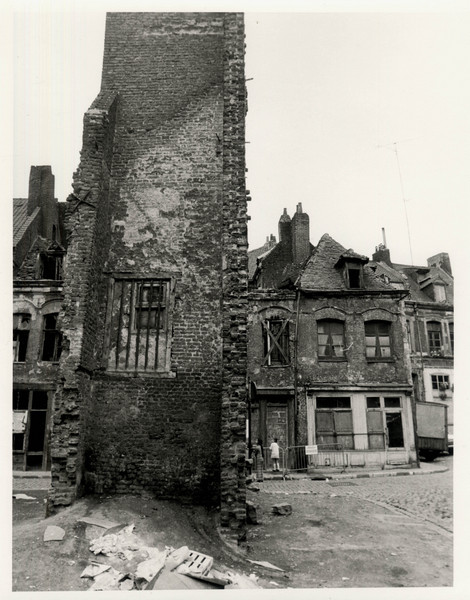
La place aux Oignons en 1975
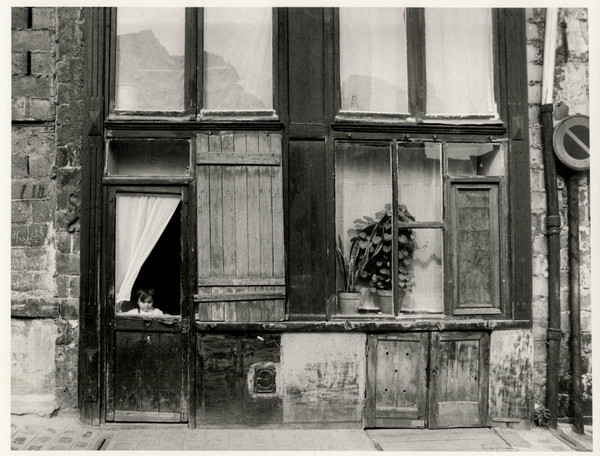
Maison sur la place en 1975
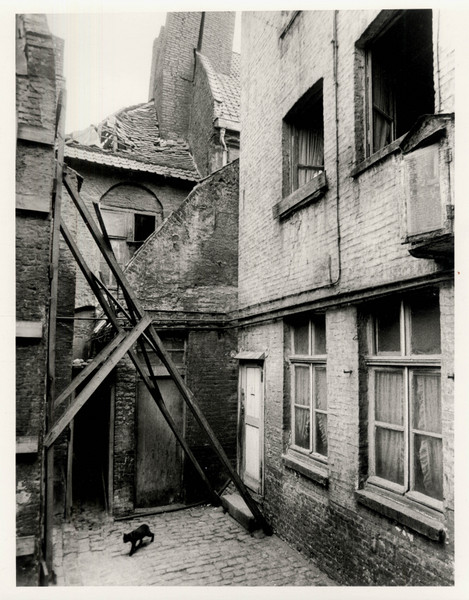
La Cour à Fiens qui débouchait sur la place
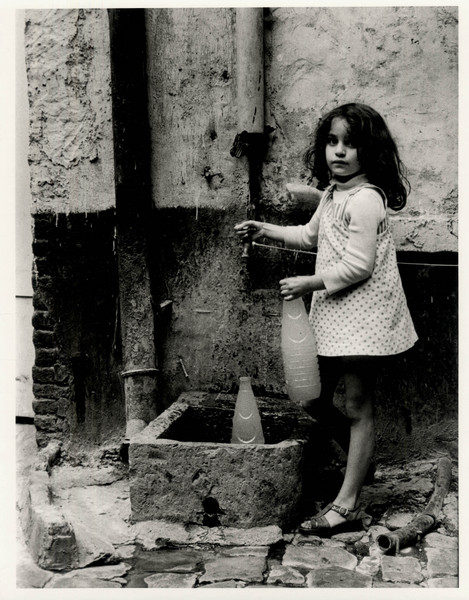
La Cour à Fiens en 1975

### La place aux Oignons auXXIesiècle
Les maisons ont été, partiellement ou entièrement, reconstruites à l’identique de 1985 à 1990.
Depuis la fin du XXe siècle, la place entourée de restaurants dans un secteur piétonnier fait partie d’un quartier devenu très touristique.

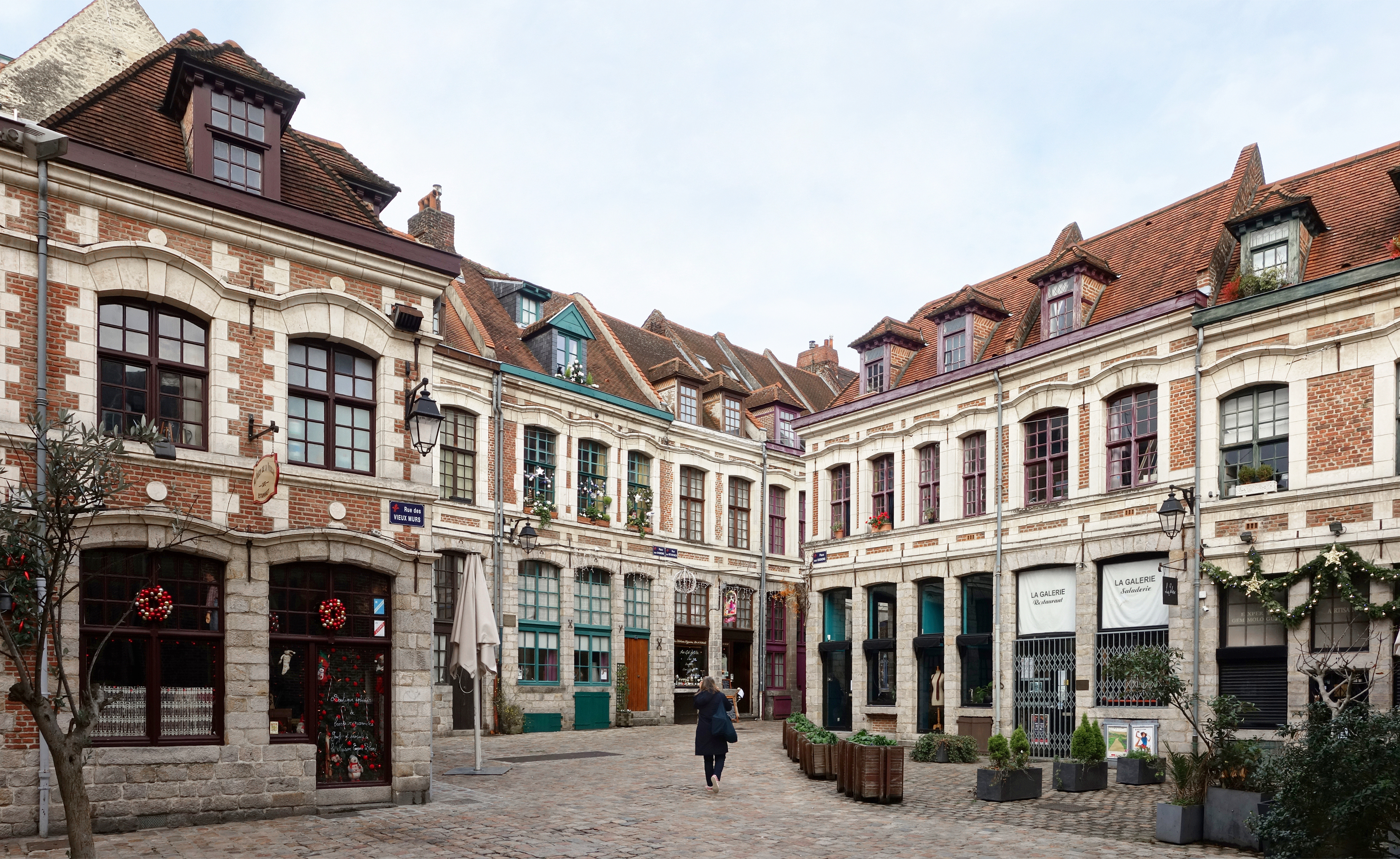
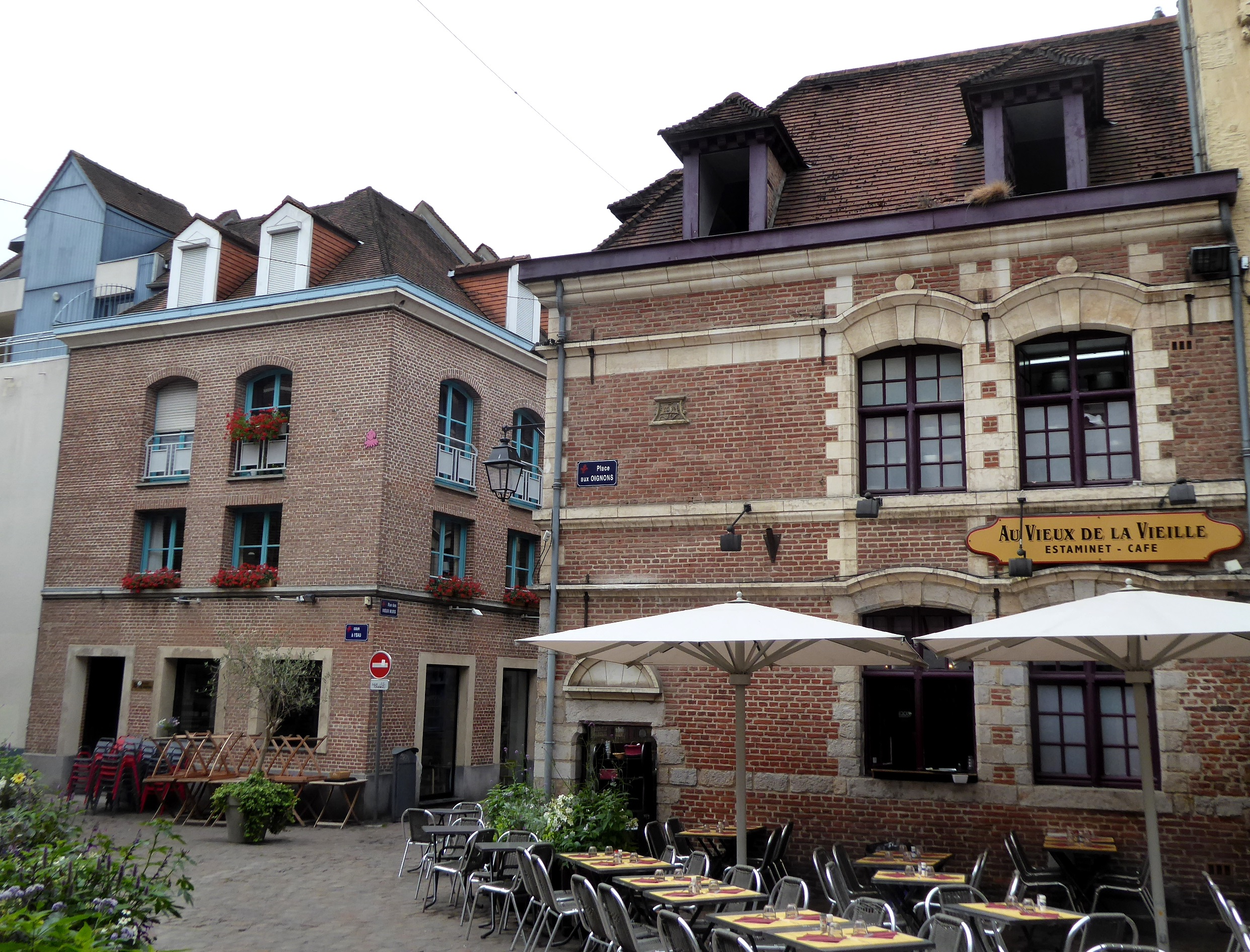
La place aux oignons en 2017